# Maison Montcalm
La maison Montcalm de Québec est une maison en pierres recouverte de déclin de bois, classé monument historique le 28 novembre 1973 par le gouvernement du Québec.

## Histoire
L'ensemble architectural représente une richesse patrimoniale indéniable. La première maison de l’ensemble a été érigée en 1724, puis les deux autres en 1727 et 1728. Un document de 1752 indique que la maison possédait alors 16 pièces et 27 croisées, dont 12 du côté des Remparts. Dix âtres servaient à chauffer le bâtiment. La maison fut habitée par le marquis de Montcalm de 1758 à la capitulation de Québec en 1759. Après la capitulation de Québec, cette demeure a servi de refuge aux officiers anglais. 
De 1775 à 1777, elle sera transformée en caserne pour les matelots et les soldats. C'est en 1851 qu'on a procédé à la construction de la petite maison du coin, aujourd'hui située au 51, rue des Remparts. En 1852, les trois maisons sont vendues séparément. De nos jours, elles sont habitées par des particuliers. Fruit de plusieurs remaniements, les trois édifices de la maison Montcalm ont participé, à leur manière, à l’histoire de la Nouvelle-France.